# Chiesa di Santa Maria della Pietà (Bibbona)
La chiesa di Santa Maria della Pietà è un luogo di culto cattolico che si trova in via Camminata, all'ingresso di Bibbona.

## Storia e descrizione
L'edificio venne realizzato alla fine del Quattrocento da Vittorio Ghiberti e Ranieri da Tripalle; è a croce greca, con cupola centrale e bracci coperti da volte a vela. La chiesa è anche caratterizzata da un piccolo campanile a vela sul braccio nord interno e dall'assenza totale di intonaco.
La cupola, posta all'incrocio dei quattro bracci, funge da fulcro unificante dell'intera costruzione e si erge su un piccolo tamburo scandito da otto opuli ed è divisa in sei costoloni. Da notare anche la crociera, scandita da quattro pilastri addossati alle pareti; al termine dei pennacchi sono presenti valve di conchiglia inscritte dentro un serto (una ghirlanda di elementi intrecciati).
La chiesa presenta inoltre tre portali di medesima declinazione strutturale e ornamentale, rispettivamente situati nei bracci sud-est e ovest dell'edificio. Sugli architravi delle porte sono presenti alcune scritte in latino: sulla principale si legge Terribilis est locus iste ets (in italiano: "Terribile è questo luogo"); sulle altre due invece si legge Hanc est domus Dei porta Coeli ets (in italiano: "Questa è la casa di Dio e la porta del Cielo") e Domus est pietatis et gratiae ets (in italiano: "Questa è la casa della pietà e della grazia).
Su una facciata della chiesa sono presenti due lastre rettangolari, su ciascuna delle quali è presente lo stemma del comune di Bibbona, con uno scudo a testa di cavallo, ornato ai bordi da un nastro sinuoso e un leone rampante nel centro.
All'interno, sull'altar maggiore, si conserva l'immagine della Pietà: la tavoletta a tempera, cui la leggenda ascrive origine antichissima, risale al XIV secolo ed è di ambiente fiorentino. Da notare anche la Trinità, attribuita al pittore secentesco Cesare Dandini, e gli arredi in marmo del XVII secolo, tra cui il bel ciborio inserito in un tabernacolo dipinto con i Santi Bernardo, Paolo, Tommaso e Stefano, sull'altar maggiore.